# Grandris
Grandris is een gemeente in het Franse departement Rhône (regio Auvergne-Rhône-Alpes). De gemeente maakt deel uit van het arrondissement Villefranche-sur-Saône. Tot het in maart 2015 werd opgeheven behoorde de gemeente tot het kanton Lamure-sur-Azergues, sindsdien valt het onder het kanton Tarare. Grandris telde op 1 januari 2022 1.212 inwoners.

## Geografie
De oppervlakte van Grandris bedroeg op 1 januari 2022 15,22 vierkante kilometer; de bevolkingsdichtheid was toen 79,6 inwoners per km².

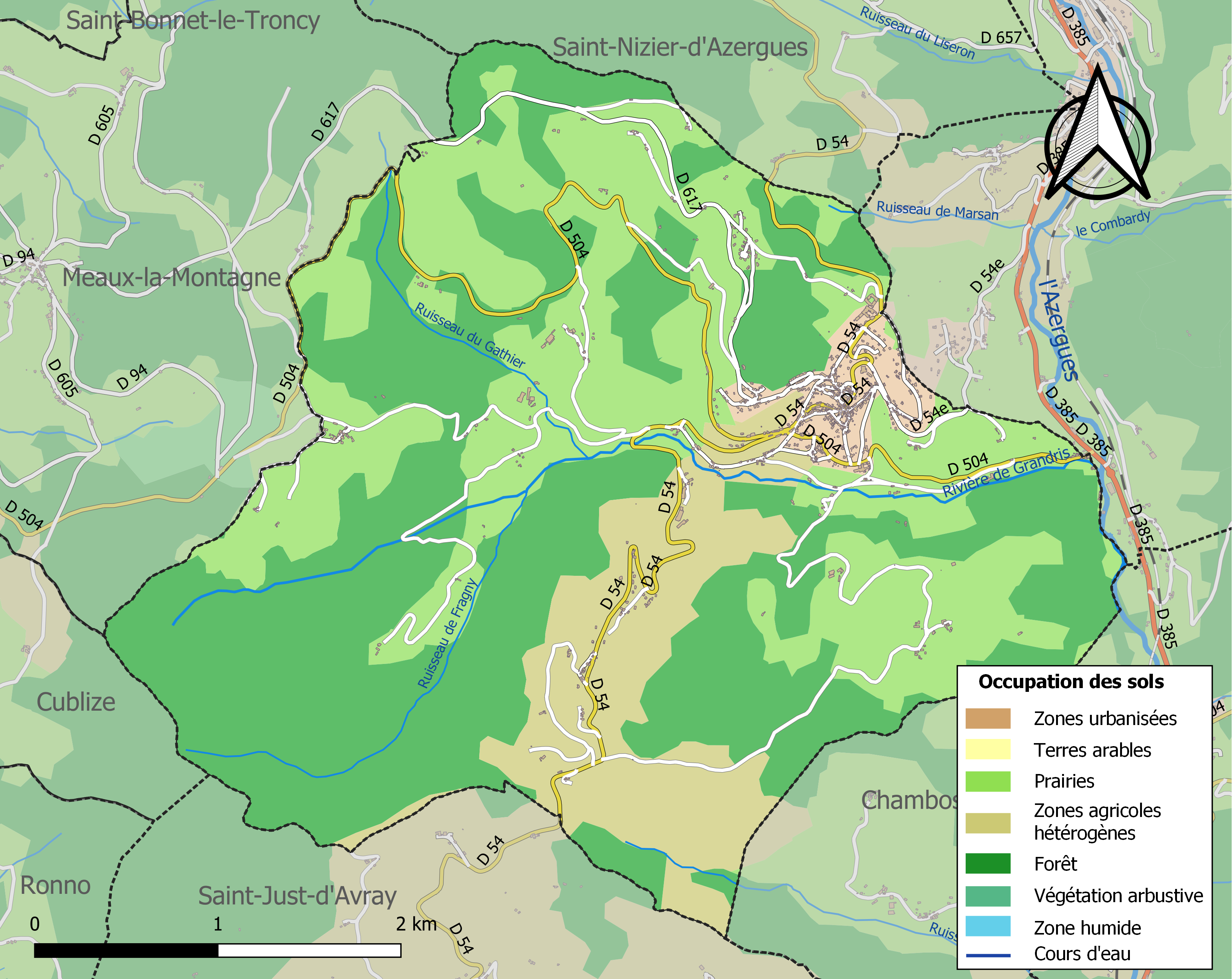
Kaart van de gemeente met de belangrijkste infrastructuur, bodemgebruik en omliggende gemeenten

## Demografie
Onderstaande figuur toont het verloop van het inwonertal (bron: INSEE-tellingen).